# Parafreutreta conferta
Parafreutreta conferta är en tvåvingeart som först beskrevs av Mario Bezzi 1926.  Parafreutreta conferta ingår i släktet Parafreutreta och familjen borrflugor. Inga underarter finns listade i Catalogue of Life.